# Spongodes cordylophora
Spongodes cordylophora är en korallart som först beskrevs av Verseveldt 1973.  Spongodes cordylophora ingår i släktet Spongodes och familjen Nephtheidae. Inga underarter finns listade i Catalogue of Life.